# Carapacho

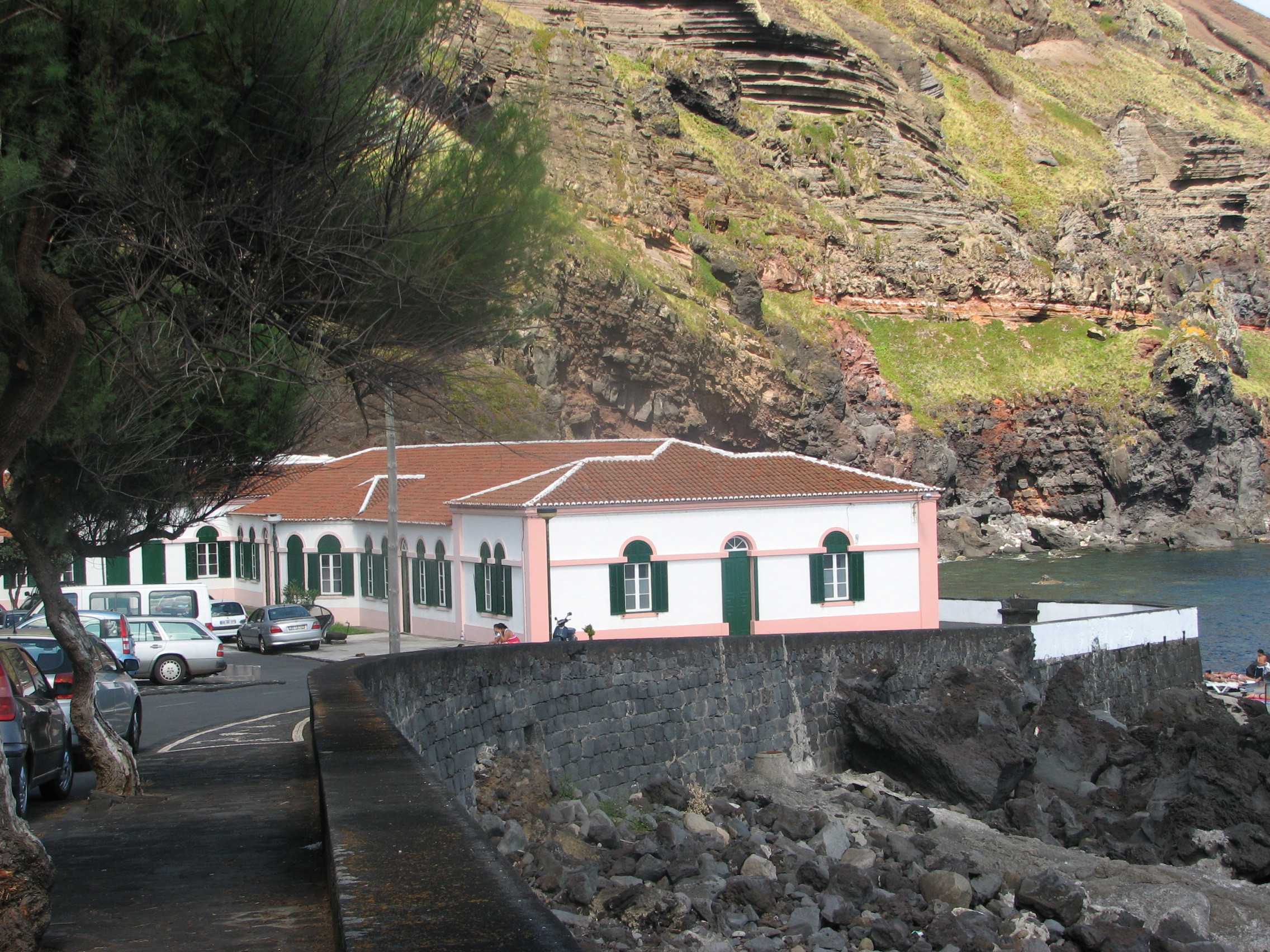
O edifício das Termas do Carapacho.

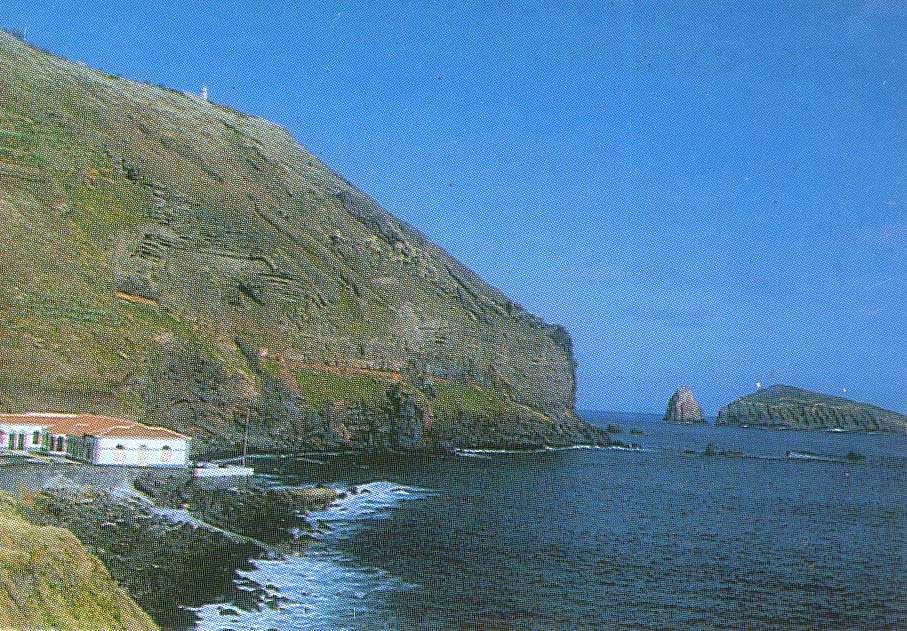
Ponta do Carapacho, ilha Graciosa, Açores, Portugal.

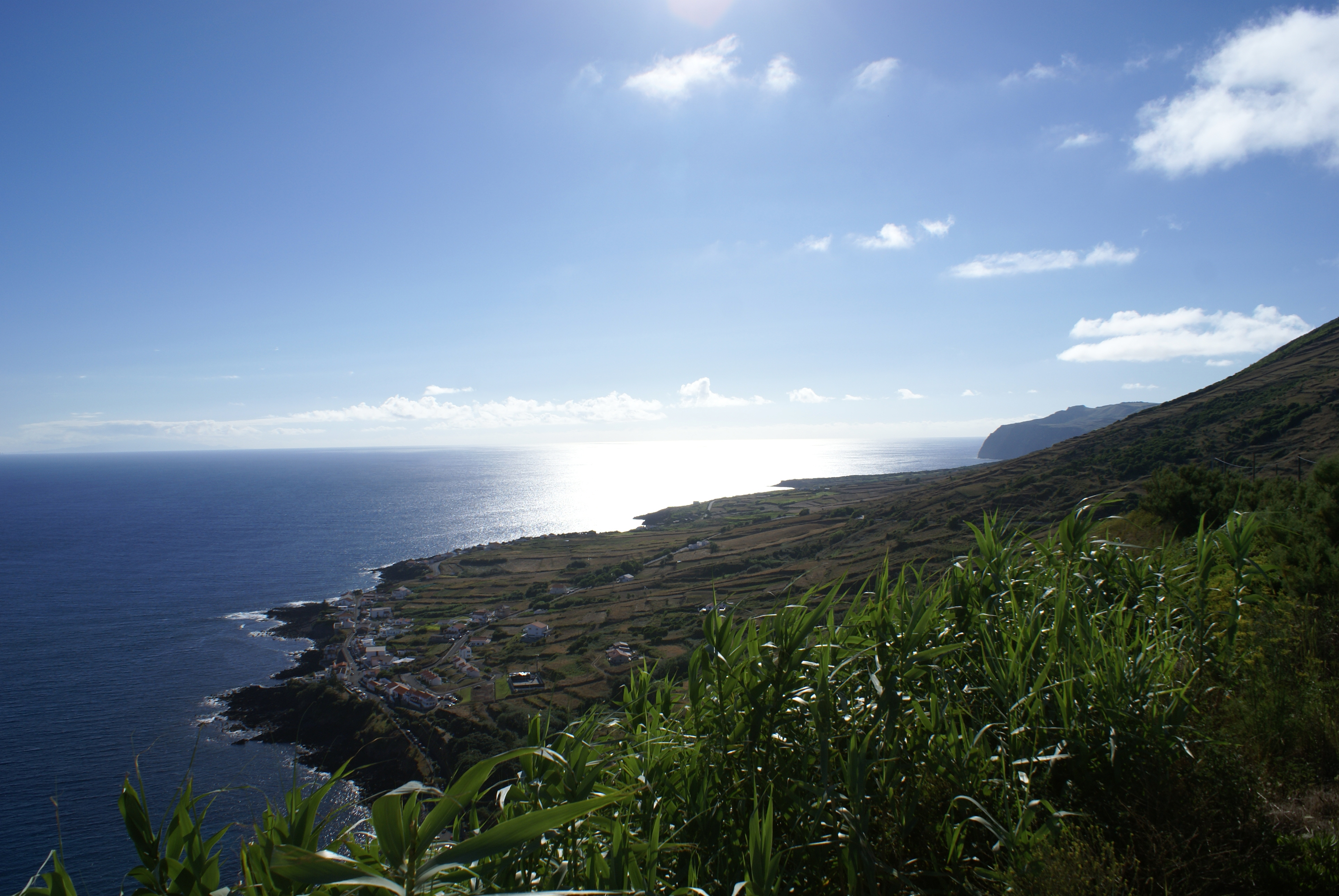
Carapacho visto do cimo da Ponta da Restinga.

O Carapacho é um lugar da freguesia da Luz, do concelho de Santa Cruz da Graciosa.
Localiza-se numa Baía no Sudeste da ilha Graciosa e é uma importante estância de veraneio conhecida pelas suas termas e pela extensa zona
balnear a elas anexa.
As Termas do Carapacho, estão equipadas com 16 cabinas para banhos de imersão individual e um consultório médico. As suas águas termais sulfurosas cuja temperatura oscila entre os 35 e os 40 graus provém de uma nascente que é utilizada desde 1750 para o alívio de doenças reumatismais, afecções respiratórias, colites e doenças de pele. o ph da água ronda os 7.2, sendo água hipersalina, cloretada sódica bicarbonatada muito rica em sais de magnésio.
A época termal situa-se entre os dias 1 de maio e 30 de setembro.
Esta localidade teve escola primária própria cujo encerramento ocorreu na década de 1990. Sendo o culto popular principalmente ligado à Ermida de Nossa Senhora de Lurdes, que data de 1896.
Nas imediações da povoação, sobre um alto promontório, situa-se o farol do Carapacho, luz que assinala o extremo sul da ilha Graciosa. É também próximo desta elevação que se encontra a elevação denominada Portela da Restinga.
Este local, dada a riqueza da costa de origem vulcânica é um local bastante utilizado para a pesca à linha, sendo possível a apanha de sargos, pargos, garoupas, bodiões, entre outros peixes de maiores dimensões.
Nesta localidade existe um porto de pequena dimensão, vulgarmente denominado Porto do Carapacho.